# عباسآبادعلیا (رفسنجان)
عباسآبادعلیا، روستایی از توابع بخش مرکزی شهرستان رفسنجان در استان کرمان ایران است.

## جمعیت
این روستا در دهستان سرچشمه قرار دارد و براساس سرشماری مرکز آمار ایران در سال ۱۳۸۵، جمعیت آن زیر سه خانوار بوده‌است.